# Linnés äpple
Linnés äpple är en medelstor äppelsort vars aningen feta och glänsande skal är av en gul och rödaktig färg. Köttet på detta äpple som är gulvitt, är i konsistensen fast, och i smaken sött och syrligt. Aromen är enligt de flesta fin. Äpplet plockas omkring oktobers månad, och håller sig därefter i gott skick endast under en kortare period, någon månad ungefär. Blomningen på detta äpple är medeltidig. Linnés äpple passar både som ätäpple som i köket.